# 殿下村
殿下村（でんがむら）は福井県丹生郡にあった村。現在の福井市の南西部、越知山の北方の山間部にあたる。

## 地理
- 山岳 ： 越知山、高尾山、金毘羅山
- 河川 ： 大味川

## 歴史
- 1889年（明治22年）4月1日 - 町村制の施行により、畠中村、国山村、向山村、謡谷村、武周村、二ツ屋村、尼ヶ谷村、別畑村、白滝村、別所村、宿堂村、水谷村、大矢村及び風尾村の区域をもって、殿下村が発足する。
- 1927年（昭和2年）2月8日 - 大雪のため寺院の本堂、庫裏、納戸などの建物が倒壊。死者5人[1]。
- 1963年（昭和38年）4月1日 - 福井市に編入する。